# Сезон жіночої збірної України з волейболу 2007
У 2007 році українська збірна брала участь у відбірковому турнірі на Олімпійські ігри в Пекіні. Змагання проходило в Ейндховені з 7 по 11 листопада.

## Матчі
- 7 лиспопада: Україна — Угорщина 3:0 (25:15, 25:20, 25:16).
- 8 лиспопада: Україна — Азербайджан 3:0 (25:22, 25:17, 25:21).
- 9 лиспопада: Україна — Чехія 3:1 (26:24, 22:25, 25:18, 25:16).
- 10 лиспопада: Нідерланди — Україна 3:0 (25:13, 25:23, 25:21).

## Таблиця
| № | Збірна      | 1   | 2   | 3   | 4   | 5   | Ігри | Виграші | Поразки | Очки | С/П  |
| - | ----------- | --- | --- | --- | --- | --- | ---- | ------- | ------- | ---- | ---- |
| 1 | Нідерланди  |     | 3:0 | 3:0 | 3:1 | 3:0 | 4    | 4       | 0       | 8    | 12:1 |
| 2 | Україна     | 0:3 |     | 3:1 | 3:0 | 3:0 | 4    | 3       | 1       | 7    | 9:4  |
| 3 | Чехія       | 0:3 | 1:3 |     | 3:1 | 3:1 | 4    | 2       | 2       | 6    | 7:8  |
| 4 | Азербайджан | 1:3 | 0:3 | 1:3 |     | 3:2 | 4    | 1       | 3       | 5    | 5:11 |
| 5 | Угорщина    | 0:3 | 0:3 | 1:3 | 2:3 |     | 4    | 0       | 4       | 4    | 3:12 |

## Склад
- Ірина Жукова
- Яніна Журовська
- Олена Гасуха
- Наталія Гончарова
- Євгенія Душкевич
- Олена Туркула
- Наталія Земцова
- Олександра Фоміна

## Молодіжна збірна
У липні молодіжна збірна України виступала на чемпіонаті світу серед жінок до 20 років. Змагання проходило в Таїланді. Українські волейболістки завершили турнір на шостому місці. Головний тренер — Віктор Перебийніс. 
Група В
| Дата     | Час |          | Рахунок |             | Сет 1 | Сет 2 | Сет 3 | Сет 4 | Сет 5 | Всього  | Звіт  |
| -------- | --- | -------- | ------- | ----------- | ----- | ----- | ----- | ----- | ----- | ------- | ----- |
| 20 липня |     | Японія   | 3–2     | Україна     | 25–23 | 25–19 | 17–25 | 20–25 | 16–14 | 103–106 | P2 P3 |
| 21 липня |     | Україна  | 3–0     | Пуерто-Рико | 25–21 | 25–21 | 25–22 |       |       | 75–64   | P2 P3 |
| 22 липня |     | Бразилія | 3–1     | Україна     | 25–20 | 19–25 | 25–18 | 25–19 |       | 94–82   | P2 P3 |
| 23 липня |     | Україна  | 3–2     | Хорватія    | 16–25 | 25–16 | 21–25 | 25–16 | 17–15 | 104–97  | P2 P3 |
| 24 липня |     | Італія   | 2–3     | Україна     | 25–20 | 18–25 | 25–10 | 25–27 | 11–15 | 104–97  | P2 P3 |

Турнір за 5-8 місця
| Дата     | Час |         | Рахунок |         | Сет 1 | Сет 2 | Сет 3 | Сет 4 | Сет 5 | Всього | Звіт  |
| -------- | --- | ------- | ------- | ------- | ----- | ----- | ----- | ----- | ----- | ------ | ----- |
| 26 липня |     | Україна | 3–0     | Таїланд | 25–14 | 25–23 | 25–17 |       |       | 75–54  | P2 P3 |
| 27 липня |     | Італія  | 3–1     | Україна | 18–25 | 25–21 | 25–17 | 25–22 |       | 93–85  | P2 P3 |

Статистика волейболісток:
| N° | Волейболістка         | Ігри | Сети | Очки | Ср. | Примітки |
| -- | --------------------- | ---- | ---- | ---- | --- | -------- |
| 2  | Валерія Гончарова     | 7    | 29   | 75   | ,   |          |
| 3  | Вікторія Дєдкова      | 5    | 12   | 17   | ,   | [ 2 ]    |
| 4  | Еліна Безпрозванна    | 7    | 21   | 33   | ,   | [ 3 ]    |
| 5  | Надія Косило          | 6    | 23   | 45   | ,   | [ 4 ]    |
| 6  | Ольга Савенчук        | 7    | 29   | 77   | ,   | [ 5 ]    |
| 7  | Ольга Гейко ()        | 7    | 25   | 16   | ,   | [ 6 ]    |
| 8  | Юлія Лонюк            | 4    | 7    | 2    | ,   | [ 7 ]    |
| 9  | Наталія Гончарова     | 7    | 29   | 186  | ,   | [ 8 ]    |
| 10 | Олена Четверікова (л) | 7    | 29   | 0    | 0   | [ 9 ]    |
| 11 | Анна Дяченко          | 5    | 17   | 30   | ,   | [ 10 ]   |
| 12 | Тетяна Мандражеєва    | 6    | 19   | 5    | ,   | [ 11 ]   |
| 14 | Ганна Лагутенко       | 2    | 2    | 0    | 0   | [ 12 ]   |